# マドラス (オレゴン州)
マドラス（英: Madras、[ˈmædrəs] MAD-res）は、アメリカ合衆国オレゴン州ジェファーソン郡に位置する都市であり、同郡の郡庁所在地である。当初は現在の町がある円形のバレーから「ザ・ベースン」と呼ばれたが、1903年にマドラスと名付けられた。この名前は、インドのマドラス（現在のチェンナイ）で産する綿織物によるものか、マドラス市そのものに因むものか、現在では明らかでない。2010年国勢調査での人口は6,046人だった。

## 歴史
マドラスは1911年に市として法人化された。第二次世界大戦時にアメリカ陸軍航空隊の基地が近くに建設された。そのときの飛行場が現在はマドラス市・ジェファーソン郡空港になっている。マドラス市の北約5マイル (8 km) にあるエイジェンシー・プレーンズでは乾燥地小麦が栽培されている。1980年代から1990年代にかけて制作・放送されたフジテレビ系のテレビドラマ『オレゴンから愛』の舞台となった。

## 地理
アメリカ合衆国国勢調査局に拠れば、市域全面積は5.02平方マイル (13.00 km2)であり、全て陸地である。

## 交通
高規格道路
- アメリカ国道26号線
- アメリカ国道97号線

鉄道
- BNSF鉄道、元オレゴン・トランク鉄道
- ユニオン・パシフィック鉄道、同じ軌道を共有している

航空
公有のマドラスシティ・カウンティ空港に加えて、幾つかの民間飛行場もある
- ボンベイ・ファームズ空港
- マウンテンビュー病院ヘリポート
- オックス民間空港
- シックススプリングス・ランチ空港

## 気候
| マドラス（1981年-2010年平均）の気候 | マドラス（1981年-2010年平均）の気候 | マドラス（1981年-2010年平均）の気候 | マドラス（1981年-2010年平均）の気候 | マドラス（1981年-2010年平均）の気候 | マドラス（1981年-2010年平均）の気候 | マドラス（1981年-2010年平均）の気候 | マドラス（1981年-2010年平均）の気候 | マドラス（1981年-2010年平均）の気候 | マドラス（1981年-2010年平均）の気候 | マドラス（1981年-2010年平均）の気候 | マドラス（1981年-2010年平均）の気候 | マドラス（1981年-2010年平均）の気候 | マドラス（1981年-2010年平均）の気候 |
| 月                                  | 1月                                 | 2月                                 | 3月                                 | 4月                                 | 5月                                 | 6月                                 | 7月                                 | 8月                                 | 9月                                 | 10月                                | 11月                                | 12月                                | 年                                  |
| ----------------------------------- | ----------------------------------- | ----------------------------------- | ----------------------------------- | ----------------------------------- | ----------------------------------- | ----------------------------------- | ----------------------------------- | ----------------------------------- | ----------------------------------- | ----------------------------------- | ----------------------------------- | ----------------------------------- | ----------------------------------- |
| 平均最高気温 °F （°C）              | 41.7 (5.4)                          | 45.8 (7.7)                          | 54.1 (12.3)                         | 60.4 (15.8)                         | 68.4 (20.2)                         | 76.4 (24.7)                         | 85.8 (29.9)                         | 85.5 (29.7)                         | 76.3 (24.6)                         | 62.9 (17.2)                         | 48.7 (9.3)                          | 39.9 (4.4)                          | 62.2 (16.8)                         |
| 平均最低気温 °F （°C）              | 25.7 (−3.5)                         | 26.9 (−2.8)                         | 30.0 (−1.1)                         | 33.5 (0.8)                          | 39.8 (4.3)                          | 45.6 (7.6)                          | 50.6 (10.3)                         | 50.2 (10.1)                         | 43.8 (6.6)                          | 36.1 (2.3)                          | 30.0 (−1.1)                         | 24.1 (−4.4)                         | 36.4 (2.4)                          |
| 降水量 inch （mm）                  | 1.54 (39.1)                         | 1.13 (28.7)                         | 0.97 (24.6)                         | 1.10 (27.9)                         | 1.19 (30.2)                         | 0.78 (19.8)                         | 0.53 (13.5)                         | 0.38 (9.7)                          | 0.45 (11.4)                         | 0.81 (20.6)                         | 1.46 (37.1)                         | 1.92 (48.8)                         | 12.26 (311.4)                       |
| 降雪量 inch （cm）                  | 4.3 (10.9)                          | 2.9 (7.4)                           | 1.1 (2.8)                           | 0.1 (0.3)                           | 0.0 (0)                             | 0.0 (0)                             | 0.0 (0)                             | 0.0 (0)                             | 0.0 (0)                             | 0.0 (0)                             | 1.5 (3.8)                           | 5.6 (14.2)                          | 15.5 (39.4)                         |
| 出典：NOAA                          |                                     |                                     |                                     |                                     |                                     |                                     |                                     |                                     |                                     |                                     |                                     |                                     |                                     |

## 人口動態

### 2010年国勢調査
以下は2010年国勢調査による人口統計データである。
| 基礎データ - 人口: 6,046 人 - 世帯数: 2,198 世帯 - 家族数: 1,430 家族 - 人口密度: 465.0人/km2（1,204.4人/mi2） - 住居数: 2,569 軒 - 住居密度: 197.6軒/km2（511.8軒/mi2） 人種別人口構成 - 白人: 66.4% - アフリカン・アメリカン: 0.7% - ネイティブ・アメリカン: 6.9% - アジア人: 0.8% - 太平洋諸島系: 0.2% - その他の人種: 19.7% - 混血: 5.4% - ヒスパニック・ラテン系: 38.5% | 年齢別人口構成 - 18歳未満: 30.8% - 18-24歳: 10.4% - 25-44歳: 27.1% - 45-64歳: 21.6% - 65歳以上: 10.3% - 年齢の中央値: 31歳 - 性比（女性100人あたり男性の人口） - 総人口: 97.2 世帯と家族（対世帯数） - 18歳未満の子供がいる: 41.2% - 結婚・同居している夫婦: 42.5% - 未婚・離婚・死別女性が世帯主: 15.9% - 非家族世帯: 34.9% - 単身世帯: 28.5% - 65歳以上の老人1人暮らし: 11.2% - 平均構成人数 - 世帯: 2.69人 - 家族: 3.31人 |

### 2000年国勢調査
以下は2000年の国勢調査による人口統計データである。
| 基礎データ - 人口: 5,078 人 - 世帯数: 1,801 世帯 - 家族数: 1,251 家族 - 人口密度: 899.4人/km2（2,326.9 人/mi2） - 住居数: 1,952 軒 - 住居密度: 345.7軒/km2（894.5 軒/mi2） 人種別人口構成 - 白人: 63.55% - アフリカン・アメリカン: 0.59% - ネイティブ・アメリカン: 6.14% - アジア人: 0.55% - 太平洋諸島系: 0.35% - その他の人種: 24.56% - 混血: 4.25% - ヒスパニック・ラテン系: 35.74% | 年齢別人口構成 - 18歳未満: 33.1% - 18-24歳: 10.6% - 25-44歳: 29.7% - 45-64歳: 16.1% - 65歳以上: 10.5% - 年齢の中央値: 29歳 - 性比（女性100人あたり男性の人口） - 総人口: 95.3 - 18歳以上: 94.8 世帯と家族（対世帯数） - 18歳未満の子供がいる: 41.0% - 結婚・同居している夫婦: 49.2% - 未婚・離婚・死別女性が世帯主: 12.9% - 非家族世帯: 30.5% - 単身世帯: 25.3% - 65歳以上の老人1人暮らし: 9.2% - 平均構成人数 - 世帯: 2.78人 - 家族: 3.32人 | 収入と家計 - 収入の中央値 - 世帯: 29,103米ドル - 家族: 33,275米ドル - 性別 - 男性: 27,656米ドル - 女性: 19,464米ドル - 人口1人あたり収入: 12,937米ドル - 貧困線以下 - 対人口: 19.6% - 対家族数: 15.2% - 18歳未満: 26.3% - 65歳以上: 10.0% |

## 著名な出身者
- ジャコビー・エルズベリー - メジャーリーグベースボール選手[12]
- リヴァー・フェニックス - 俳優、マドラス生まれ [13]

## 姉妹都市
マドラス市には姉妹都市インターナショナルが指定する姉妹都市関係が1つあるに。
- 日本長野県北御牧村（現東御市）